# 費羅·法恩斯沃斯
費羅·泰勒·法恩斯沃斯（英語：Philo Taylor Farnsworth，1906年8月19日—1971年3月11日），生於美國猶他州，發明家。他最著名的成就，是發明了以陰極射管及光電管為訊號來源的電子電視（堪稱二十世紀人類史上最偉大的發明之一）。他也發明了攝像管（Video camera tube）。
在晚年的時候，他發明了一個核融合裝置，Fusor。

## 生平

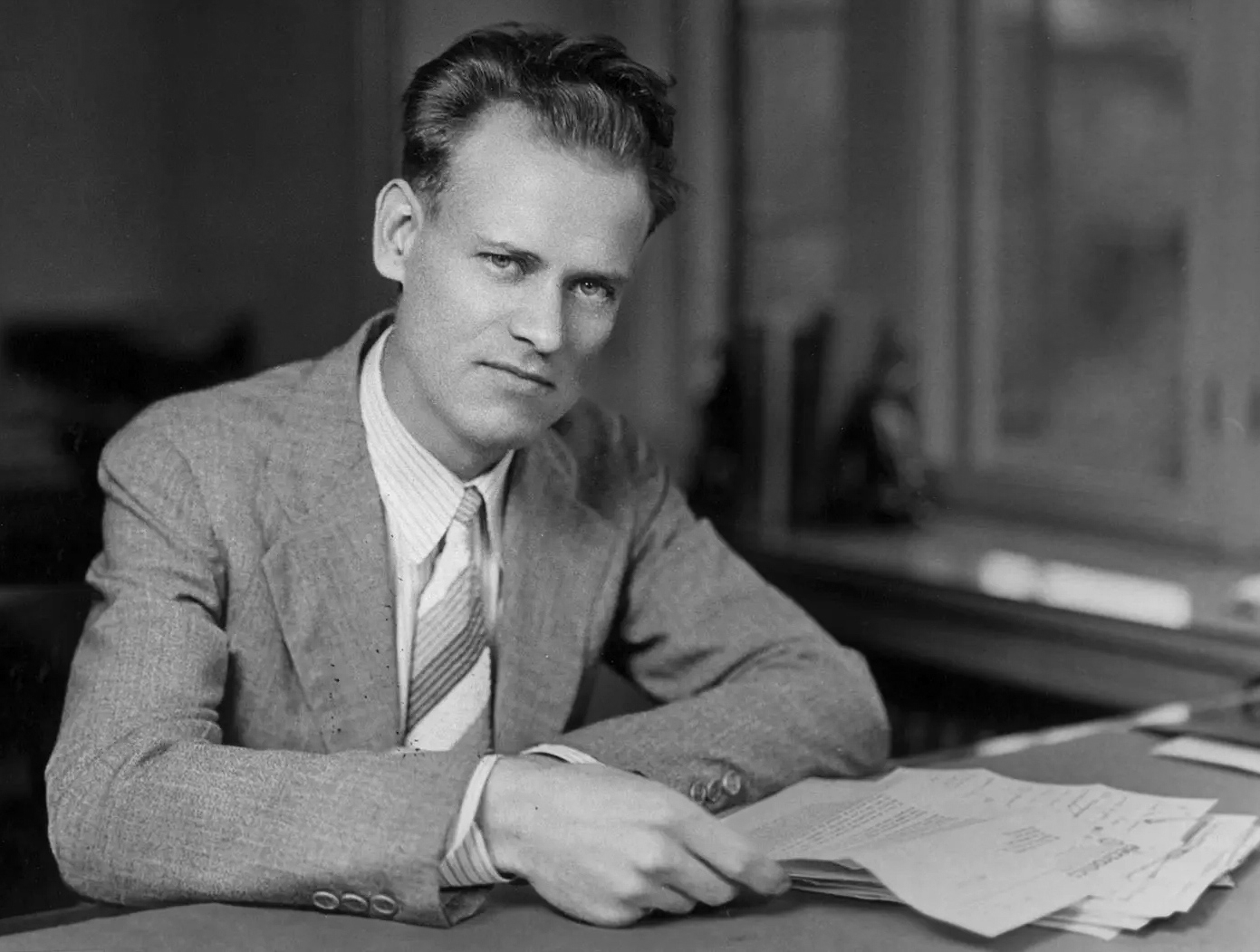
摄于1936年

費羅·法恩斯沃斯出生在一個摩門教家庭，其父為路易斯·愛德華·法恩斯沃斯（Lewis Edwin Farnsworth），其母為賽蓮娜·亞曼達·巴斯蒂安（Serena Amanda Bastian）。家中有5個小孩，費羅·法恩斯沃斯是長子。